# André Girard (chef d'orchestre)
Pour les articles homonymes, voir André Girard et Girard.
André Girard est un chef d'orchestre français, né le 30 mars 1913 à Paris et mort le 20 octobre 1987 au Vésinet.

## Biographie
André Girard naît le 30 mars 1913 à Paris dans la famille d'un général de brigade. Il étudie la musique aux conservatoires de Metz, Chalon-sur-Saône, Rennes, Toulouse, Versailles où il obtient ses prix de violon. Il entre ensuite au Conservatoire de Paris dans les classes d'harmonie d'André Bloch et de contrepoint de Claude Delvincourt.
Durant la Seconde Guerre mondiale il est envoyé en captivité. À son retour il épouse Jacqueline Brilli, violoniste comme lui, et reprend ses études avec Charles Munch et Roger Désormière au Conservatoire de Paris où il obtient un premier prix de direction d'orchestre en 1944.
Il meurt le 20 octobre 1987 au Vésinet.

## Carrière

### Orchestres dirigés
Au cours de ses études, André Girard crée et dirige un ensemble de jazz symphonique. Avant la guerre il est successivement violoniste à l'Orchestre symphonique de Paris puis à l'Orchestre de la Société des concerts du Conservatoire. Après l'obtention de son prix il crée l'Orchestre de chambre André Girard dont les concerts sont diffusés par la Radiodiffusion française. Il est parallèlement chef d'orchestre ou directeur musical de l'orchestre des Ballets des Champs-Élysées de 1945 à 1950 puis de la radiodiffusion marocaine de 1950 à 1953, du Grand Ballet du marquis de Cuevas de 1953 à 1956, du Grand Théâtre de Bordeaux de 1956 à 1958, de la Compagnie Renaud-Barrault de 1958 à 1964, de l'orchestre de chambre de l'Office de radiodiffusion-télévision française de 1964 à 1974, et enfin de l'Orchestre philharmonique des Pays de la Loire de 1976 à 1978. Il dirige des artistes comme Mstislav Rostropovitch ou Byron Janis à leurs débuts à Paris.

### Œuvres créées

#### Musique symphonique et lyrique
Alain Pâris note que le nombre d'œuvres créées par André Girard avoisine les trois-cents parmi lesquelles des compositions de Paul Arma, Claude Arrieu, Alain Bancquart, Henry Barraud, Jean-Yves Bosseur, Philippe Capdenat, André Casanova, Jean Françaix, Jean Guillou, Georges Hugon, Betsy Jolas, André Jolivet, Joseph Kosma, Henri Martelli, Marcel Mihalovici, Darius Milhaud, Maurice Ohana, Goffredo Petrassi, Michel Philippot, Jean Prodromidès, Jean Rivier, Henri Sauguet, Antoine Tisné, Pierre Wissmer.

#### Musique pour le cinéma
La participation d'André Girard en qualité de chef d'orchestre, directeur musical ou adaptateur à la création de la musique de films constitue une part importante de sa carrière.
Entre 1947 et 1960 il dirige l'enregistrement de la musique de films comme Six Heures à perdre, d'Alex Joffé et Jean Lévitte, musique d'Henri Dutilleux, avec l'Orchestre de la Société des concerts du Conservatoire (1947) ; Les Dernières Vacances de Roger Leenhardt, musique de Guy Bernard (1948) ; Goémons, documentaire de Yannick Bellon, musique de Guy Bernard (1949) ; Le Sel de la terre, documentaire de Georges Rouquier (1951) ; L'Amour d'une femme de Jean Grémillon, musique d'Elsa Barraine et Henri Dutilleux et Julietta de Marc Allégret, musique de Guy Bernard (1953) ; Pot-Bouille de Julien Duvivier, musique de Jean Wiéner (1957) ; La Création du monde, film d'animation d'Eduard Hofman, musique de Jean Wiéner (1958) ; Mademoiselle Ange de Géza von Radványi, musique de Jean Wiéner (1959) ; Le Voyage en ballon d'Albert Lamorisse, musique de Jean Prodromidès (1960).
Les années 1960 et 1970 sont marquées par sa rencontre avec  Claude Chabrol pour lequel il dirige la musique composée par Pierre Jansen pour L'Œil du Malin (1962) ; Ophélia et Landru, avec l'Orchestre Pasdeloup (1963) ; Le Tigre se parfume à la dynamite, musique de Jean Wiéner et Marie-Chantal contre Dr Kha, musique de  Pierre Jansen, Gregorio Garcia-Segura et Michel Colombier (1965) ; La Femme infidèle et Que la bête meure (1969) ; Le Boucher et La Rupture (1970) ; La Décade prodigieuse (1971) ; Les Noces rouges (1973). 
Durant ces mêmes années il dirige également la musique de films comme L'Année dernière à Marienbad d'Alain Resnais, musique de Francis Seyrig (1961) ; À la française de Robert Parrish, musique de Joseph Kosma (1963) ; Les Copains d'Yves Robert, musique de José Berghmans et Georges Brassens (1965) ; Les Aventures extraordinaires de Cervantes de Vincent Sherman, musique d'Ángel Arteaga et Jean Ledrut et Le Canard en fer blanc de Jacques Poitrenaud, musique de José Berghmans (1967) ; Benjamin ou les Mémoires d'un puceau de  Michel Deville musique de Jean Wiéner et La mariée était en noir de François Truffaut, musique de Bernard Herrmann (1968) ; La Maison des Bories de Jacques Doniol-Valcroze, musique de Wolfgang Amadeus Mozart, La Cavale de Michel Mitrani, musique de Jean Wiéner (1971) ; Acéra ou Le Bal des sorcières documentaire de Geneviève Hamon et Jean Painlevé (1972) ; La Femme en bleu de Michel Deville, musique de Béla Bartók et Franz Schubert (1973) ; L'Ironie du sort d'Édouard Molinaro, musique de José Berghmans et Le Mouton enragé de Michel Deville, musique de Camille Saint-Saëns (1974) ; L'Apprenti salaud de Michel Deville, musique de Georges Bizet (1977).

#### Musique pour la télévision
André Girard dirige également l'Orchestre de chambre de la Radiodiffusion-télévision française (RTF) puis de l'Office de radiodiffusion-télévision française (ORTF) pour l'enregistrement de la musique de « dramatiques », téléfilms ou pièces de théâtre filmées diffusés sur les chaînes nationales.
Sous l'égide de la RTF il dirige la musique de La Mort de Pompée de Maurice Cazeneuve, musique de Marius Constant, Flore et Blancheflore, de Jean Prat, musique de Claude Arrieu et La vie est un songe, de Claude Dagues, musique de Jean Wiéner (1961) ; Quatrevingt-treize, d'Alain Boudet, musique de Jean Wiéner (1962) ; La Machine infernale, de Claude Loursais, musique de Jean Prodromidès et Les Espagnols en Danemark, de Jean Kerchbron, musique de Jean Wiéner (1963).
Il dirige ensuite l'orchestre de chambre de l'ORTF pour Les Murs, de Jean Kerchbron, musique de  Serge Kaufmann (1964) ; L'Héritage de par Jean Prat, musique de José Berghmans (1965) ; À la belle étoile, de Pierre Prévert, musique de Jean Wiéner (1966) ; L'Arlésienne, de Pierre Badel, musique de Georges Bizet (1967) et Kœnigsmark, de Jean Kerchbron, musique de Jean Wiénier (1968) ; Un bourgeois de Paris, d'Alain Boudet, musique de Dino Castro et Le Révizor d'André Barsacq, musique de Jean Wiéner (1969) ; Le Lys dans la vallée de Marcel Cravenne, musique de Francis Seyrig (1970) ; HPW ou Anatomie d'un faussaire, d'Alain Boudet, musique de Dino Castro (1971). 
Il dirige encore l'orchestre pour l'enregistrement du générique d'émissions comme Une histoire de madame la pie réalisée par Liliane Pelliza, musique de Jean-Charles Braillard accompagnant ici les chœurs de la Maîtrise (1971). Il revient exceptionnellement diriger à la télévision nationale en 1981 la musique composée par José Berghmans pour L'Ensorcelée de Jean Prat.

### Présidence d'organismes
Parallèlement à sa carrière de chef d'orchestre, il préside ou dirige des organismes comme les Concerts du Mans, le Centre international de la danse, le Conservatoire interrarrondissement de Paris, le Syndicat national des artistes interprètes, chefs d’orchestre et cadres artistiques.